# William Torres Cabrera
William Antonio Torres Cabrera (Berlín, 30 maggio 1981) è un ex calciatore salvadoregno, di ruolo difensore.

## Caratteristiche tecniche
Terzino destro, poteva essere schierato anche come difensore centrale date le sue ottime doti fisiche.

## Carriera

### Club
Ha cominciato a giocare nell'Alianza. Nel 2002 è passato al San Salvador. Nel 2008 si è trasferito all'Águila. Nell'estate 2011 ha firmato un contratto con l'UES. Nel gennaio 2012 è stato acquistato dall'Once Municipal.

### Nazionale
Ha debuttato in Nazionale il 17 novembre 2002, nell'amichevole Stati Uniti-El Salvador (2-0). Ha partecipato, con la Nazionale, alla CONCACAF Gold Cup 2003. Ha collezionato in totale, con la maglia della Nazionale, 30 presenze.

## Palmarès

### Club

#### Competizioni nazionali
- Campionato salvadoregno di calcio: 2

Alianza: 2001-2002
San Salvador: 2002-2003